# Saurita culicina
Saurita culicina är en fjärilsart som beskrevs av Charles Oberthür. Saurita culicina ingår i släktet Saurita och familjen björnspinnare. Inga underarter finns listade.